# Římskokatolická farnost Loukovec
Římskokatolická farnost Loukovec (lat. Laucovecium) je církevní správní jednotka sdružující římské katolíky na území obce Loukovec a v jejím okolí. Organizačně spadá do turnovského vikariátu, který je jedním z 10 vikariátů litoměřické diecéze.

## Historie farnosti
Jedná se o starobylou farnost (plebánii), tzn. pocházející ze středověku, která zanikla za husitských válek. Matriky jsou vedeny od roku 1662. Farnost byla kanonicky obnovena 6. října 1700.
Fara byla v Loukovci od nepaměti. Stála patrně na stejném místě jako ta současná. V roce 1700 byla postavena nová fara, ve které se do roku 1899 vystřídalo patnáct farářů, kteří sloužili bohoslužby i v obcích Březina, Jabloneček a Chocnějovice.

### Duchovní správcové vedoucí farnost
Začátek působnosti jmenovaného v duchovní správě farnosti od:
- Martinus, † 1383
- 1383   Blasius
- 1701   Joannes Wencesl. Martini
- 1704   Constantinus Heysler
- 1722   V. J. Mitter
- 1724–1741?  Wencesl. Anton. Klyma
- 1765   Ambrosius Sauczek, † 31. 10. 1804
- 1800   Anton. Buschetzky, † 29. 9. 1819
- 1819   Franc. Dřewěny, n. 6. 12. 1787 Bielens., o. 15. 4. 1811
- 1826   Jos. Havranek, n. 27. 6. 1795 Vetlá, o. 24. 8. 1820, † 23. 3. 1840
- 1834   Ign. Hujer, n. 6. 11. 1798 Nabsel, o. 7. 9. 1823, † 31. 5. 1852
- 1844   Anton. Calligari, n. 23. 1. 1797 Turnau, o. 24. 8. 1822, † 25. 1. 1864
- 1865   Joann. Manžel, n  25. 5. 1815 Řivnoens., o 1. 8. 1839, † 16. 4. 1884
- 1883   Joann. Kára, n. 12. 1. 1842 Čestín, o. 30. 6. 1864, † 12. 4. 1910
- 1895   Franc. Hladík, n. 4. 1. 1851 Bošín, o. 15. 7. 1876, † 5. 8. 1932
- 1908   Ver. Dlouhý, n. 18. 1. 1869 Bezděčín, o. 2. 7. 1893, † 26. 7. 1929
- 1921   par. vacat, admin. excurr. Anton. Holeček
- 1922   Anton. Vedra, n. 4. 1. 1880 Bližkovice, o. 21. 12. 1904
- 1926   par. vacat, admin. inter. excurr. Antonín Vedra
- 1929   Aloys Novák, n. 28. 5. 1875 Buda, o. 21. 11. 1897, † 5. 9. 1948
- 1934   par. vacat, admin. inter. Antonín Vedra
- 1937   par. vacat, admin. inter. Václav Hortlík
- 1941   par. vacat, admin. excurr. Rudolf Šustr
- 9. 4.  1951    Josef Hofman
- 15. 12. 1952  Martin Černý
- 15. 8. 1956   Josef Kovačik
- 1. 10. 1956   Karel  Brabec
- 6. 3.  1961   Rudolf Prchal
- 5. 5. 2004    Radek Jurnečka
- 1. 7. 2010   Pavel Mach
- 1. 8. 2011    Michael František Schnitter, O.Praem., admin. exc. z Přepeř[3]

Kromě kněží stojících v čele farnosti, působili ve farnosti v průběhu její historie i jiní kněží. Většinou pracovali jako farní vikáři, kaplani, katecheté, výpomocní duchovní aj.

## Území farnosti
Do farnosti náleží území obce:
- Buřínsko 1.díl
- Buřínsko 2.díl
- Horní Mohelnice (též Hoření Mohelnice)
- Hubálov
- Chocnějovice
- Koryta
- Loukovec (Loukowetz)[p 2]
- Ouč
- Rostkov
- Sovenice

## Římskokatolické sakrální stavby a místa kultu na území farnosti
| | Fotografie | Stavba                    | Místo        | Bohoslužby                      | Zeměpisné souřadnice             | Status          | Číslo kulturní památky                       |
| Kostely | Kostely    | Kostely                   | Kostely      | Kostely                         | Kostely                          | Kostely         | Kostely                                      |
| --- | ---------- | ------------------------- | ------------ | ------------------------------- | -------------------------------- | --------------- | -------------------------------------------- |
| 1. |            | Kostel Povýšení sv. Kříže | Loukovec     | bližší informace o bohoslužbách | 50°33′43″ s. š., 15°0′53″ v. d.  | farní kostel    | 37441/2-1640 (Pk•MIS•Sez•Obr•WD) (Q24091500) |
| 2. |            | Kostel sv. Havla          | Chocnějovice | bližší informace o bohoslužbách | 50°34′37″ s. š., 14°58′7″ v. d.  | filiální kostel | 25719/2-1568 (Pk•MIS•Sez•Obr•WD) (Q24877388) |
| Kaple |            |                           |              |                                 |                                  |                 |                                              |
| 3. |            | Kaple Sedmi bratří        | Koryta       | bližší informace o bohoslužbách | 50°34′19″ s. š., 15°0′43″ v. d.  | obecní kaple    | —                                            |
| 4. |            | Kaple Panny Marie         | Sovenice     | bližší informace o bohoslužbách | 50°34′21″ s. š., 14°59′38″ v. d. | obecní kaple    | —                                            |
| Některé drobné sakrální stavby a pamětihodnosti lze dohledat zde v databázi Drobné sakrální památky Zaniklé sakrální stavby lze dohledat zde v databázi Poškozené a zničené kostely, kaple a synagogy v České republice |            |                           |              |                                 |                                  |                 |                                              |

Ve farnosti se mohou nacházet i další drobné sakrální stavby, místa římskokatolického kultu a pamětihodnosti, které neobsahuje tato tabulka.

## Příslušnost k farnímu obvodu
Z důvodu efektivity duchovní správy byl vytvořen farní obvod (kolatura) farnosti Přepeře, jehož součástí je i farnost Loukovec, která je tak spravována excurrendo.

## Galerie

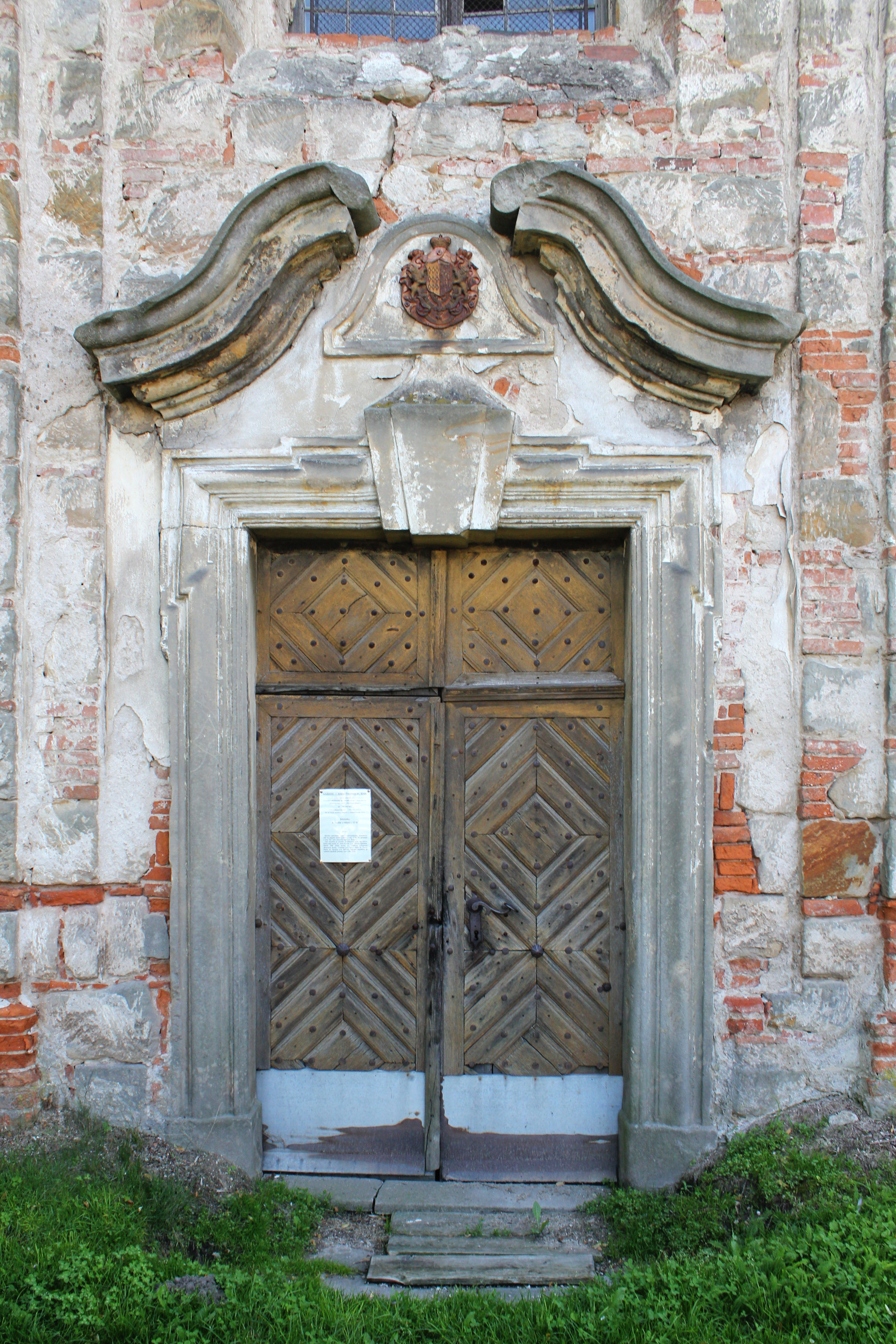
Vstup do kostela Povýšení sv. Kříže v Loukovci
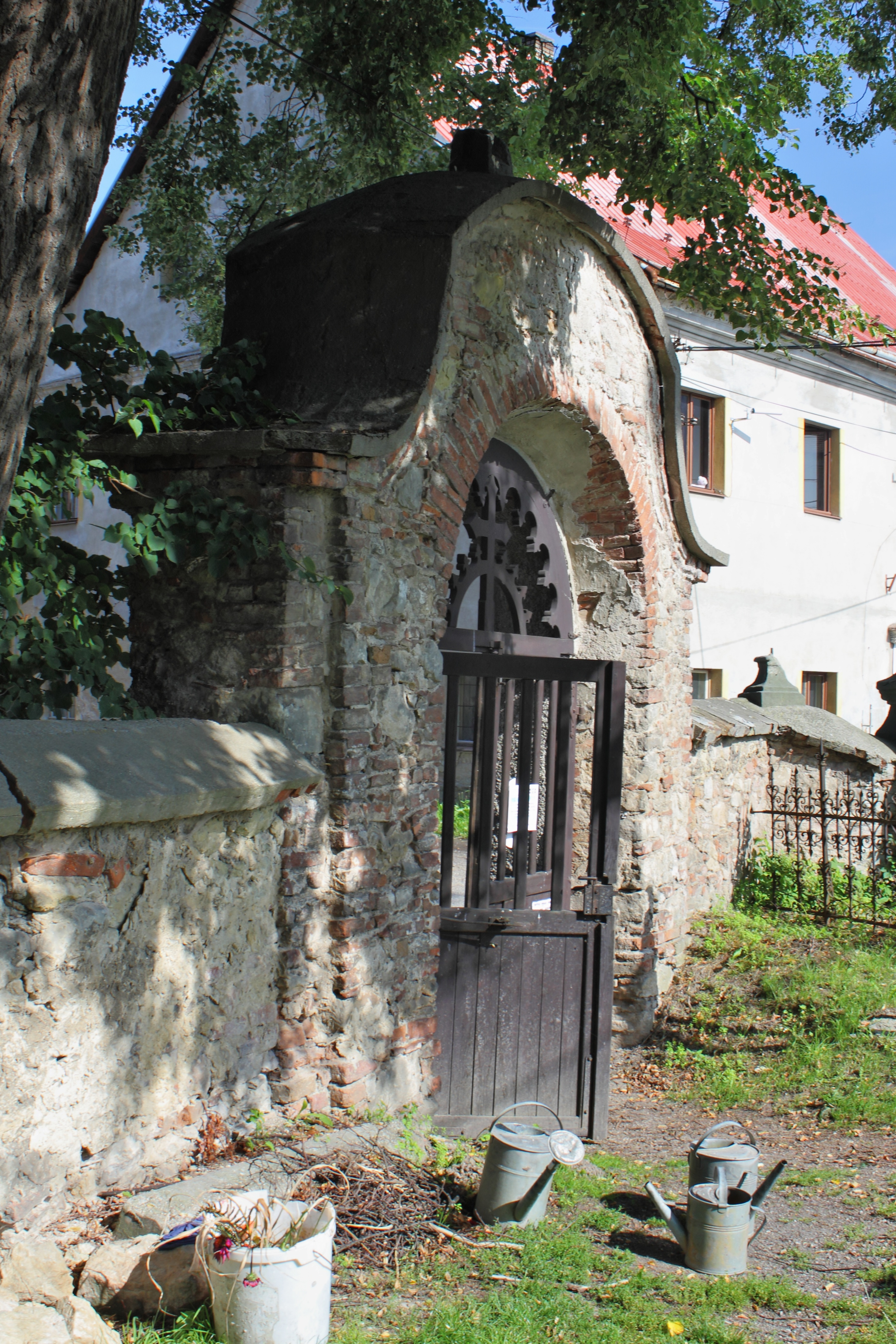
Hřbitovní brána v Loukovci
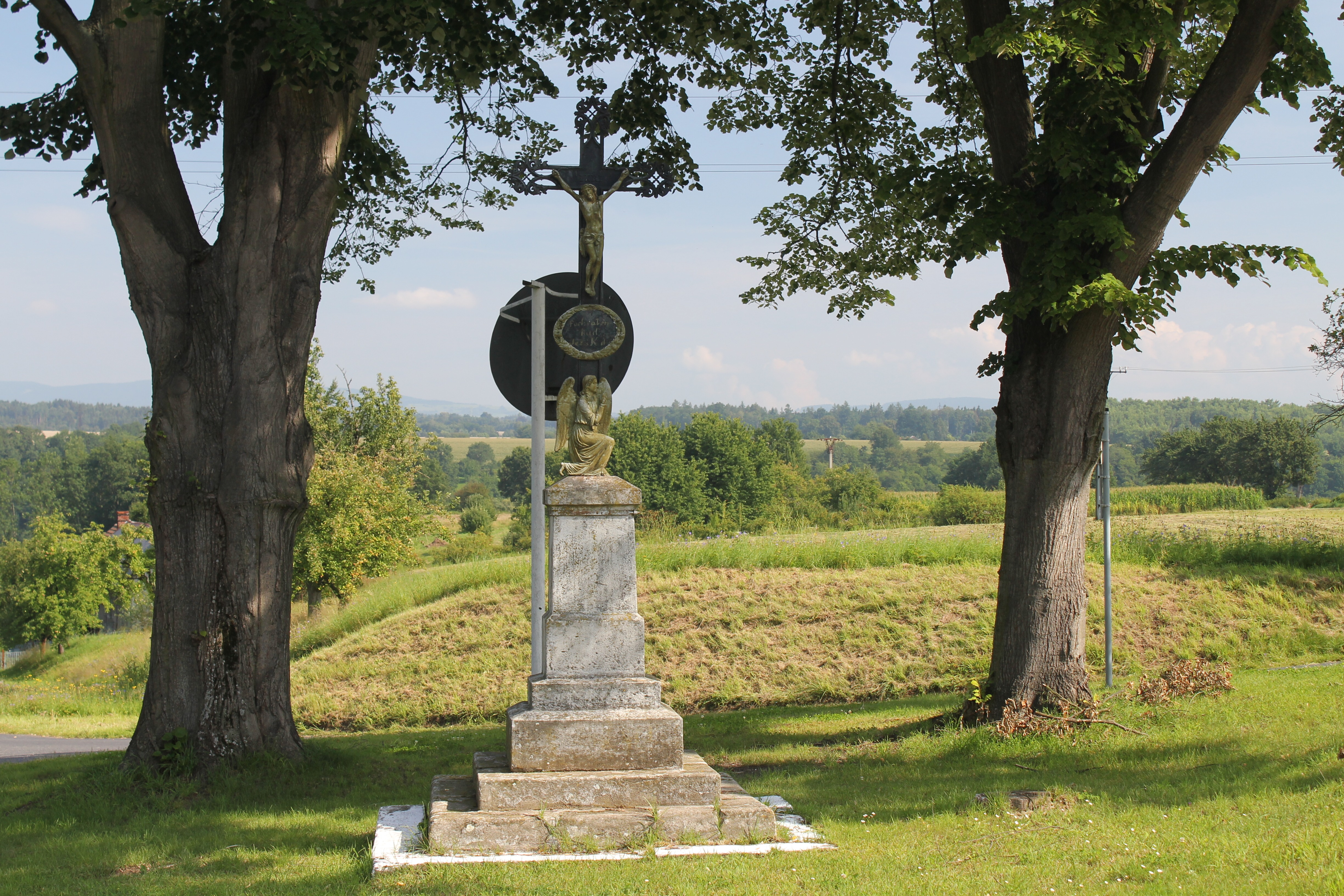
Kříž na rozcestí v Loukovci
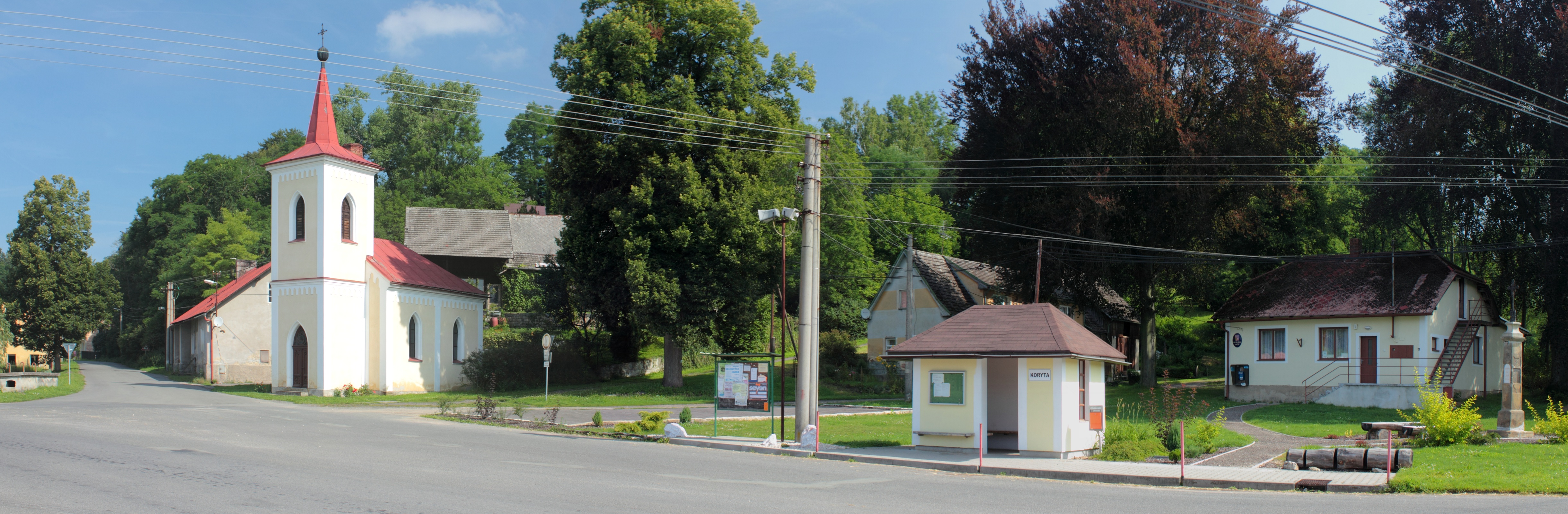
Náves v Korytech s kaplí Sedmi bratří Makabejských